# Music for Pets
Music for Pets è il secondo album del gruppo musicale Z, uscito nel 1996 su Food For Thought per la Barking Pumpkin Records.

## Descrizione
È stato registrato ai Joe's Garage Studios tra il 1995 e il 1996 e prodotto da Dweezil Zappa. A causa di continui problemi e ritardi nella realizzazione, l'album è uscito in tre differenti versioni: versione francese, versione americana e versione Bone Us, l'ultima contenente materiale inedito e out-takes.

## Tracce

### Edizione francese
1. Singer in the Woods
2. Pure
3. Here
4. Flibberty Jibbet
5. Coyote Face
6. What It B
7. Ask Yourself
8. Feminine S.D.H.
9. Us
10. Not My Fault
11. With You
12. Evil
13. Based on a True Story
14. Music for Pets
15. Polar Bear
16. Happy Song
17. I Wants Me Gold
18. Boodledang
19. Chicken Out
20. Enigma
21. Badass
22. Silver Lady Disco

### Edizione statunitense
1. Silver Lady Disco
2. Coyote Face
3. True Face
4. Feminine SDH
5. Boodledang
6. Music for Pets
7. Us
8. Chicken Out
9. With You
10. Song for S
11. Father Time
12. Happiness
13. Pure
14. Mind Control
15. Flibberty Jibbet
16. Based on a True Story
17. Silver Lady
18. Choke
19. Singer in the Woods...
20. Evil – traccia fantasma

### EdizioneBone Us
1. Badass
2. Enigma
3. Fuckin' Glad
4. Happy Song
5. I Wants Me Gold
6. You Used All My Soap
7. What It B
8. Ask Yourself
9. Polar Bear
10. The Finger
11. Not My Fault
12. Here

* = in alcune versioni della Bone Us vi è una traccia aggiuntiva, Rice Pudding, e la traccia Ask Yourself è sostituita dalla traccia Farfignewton.

## Formazione
- Dweezil Zappa – chitarra, voce
- Ahmet Zappa – voce
- Mike Keneally – tastiera, piano, chitarra, voce
- Bryan Beller – basso
- Joe Travers – batteria